# Robert Winter
Robert Winter (Diekirch, 13 de gener de 1921 - Saeul, 6 de març de 2005) fou un militar luxemburguès, cap de l'Estat Major de l'Exèrcit de Luxemburg.